# Onthophagus cratippus
Onthophagus cratippus là một loài bọ cánh cứng trong họ Bọ hung (Scarabaeidae).